# Clausola penale
La clausola penale, o solo penale, è una particolare clausola del contratto, espressione del patto con cui si determina, in via forfettaria e preventiva, l'ammontare del risarcimento del danno occasionato dall'inadempimento dell'obbligazione, o dal ritardo nell'adempimento stesso.

## Storia
In diritto romano la stipulatio poenae aveva carattere misto, di pena e di indennizzo, al quale poi si aggiungeva una terza funzione, ovvero quella di far conseguire indirettamente, ai negozi privi di tutela legale, l'effetto pratico cui le loro parti miravano. Nel medioevo si stipulavano pene pecuniarie, anche molto rilevanti nella loro entità, a carico della parte inadempiente, la quale non di rado era tenuta a pagare la pena periodicamente, a partire dalla scadenza dell'obbligazione fino al suo adempimento. Nelle codificazioni, invece, la clausola penale è un patto accessorio, al quale, a seconda delle prospettive dottrinali e giurisprudenziali dominanti in un dato contesto storico, vengono attribuite tre funzioni: di liquidazione preventiva del danno, di coazione indiretta ad adempiere e di pena.

## Nozione e funzione
Nel vigente codice civile italiano la clausola penale è regolata negli articoli dal 1382 al 1384: la sua nozione è strettamente collegata alla funzione che le viene riconosciuta.
Per la concezione dominante in dottrina (BIANCA, BRECCIA, SCOGNAMIGLIO R., TRABUCCHI) e nella giurisprudenza maggioritaria la clausola penale mira a liquidare in via preventiva e forfettaria il danno derivante dall'inadempimento di un'obbligazione civile (cioè a dire giuridicamente rilevante: è inammissibile una clausola penale riferita all'inadempimento di un'obbligazione naturale). La prestazione dedotta nella clausola penale è dovuta indipendentemente dalla prova del danno, dice la legge: il creditore non ha quindi l'onere di provare il pregiudizio subito e, sempre a tenore di codice, non può pretendere il risarcimento del danno ulteriore se non è stato così stabilito espressamente. Specularmente, il debitore non è ammesso a provare che il danno effettivo sia inferiore all'ammontare della penale, fatta salva la possibilità di una sua riduzione. Secondo questa impostazione, la clausola penale fissa dunque in via anticipata l'ammontare del danno, evitando le contestazioni del debitore e le lungaggini del processo di cognizione. Indirettamente, la clausola penale rafforza anche la posizione creditoria, determinando un effetto di pressione ad adempiere in capo al debitore: per chi sostiene la natura essenzialmente risarcitoria dell'istituto, tale effetto è insito nella primaria finalità di determinazione preventiva e forfettaria del danno, mentre per altra concezione, invalsa soprattutto nella dottrina tedesca, avrebbe una dimensione autonoma e costituirebbe anzi l'unico fine della penale, che si concreterebbe così in una coazione psicologica ad adempiere, da realizzarsi per mezzo della previsione di un ammontare della penale stessa superiore al danno reale.
Per altra tesi (MAGAZZU', TRIMARCHI, ZOPPINI) la clausola penale avrebbe una funzione punitiva. La prospettiva in esame muove dalla considerazione per cui nel passaggio dal codice civile previgente a quello attuale è sparito, dalla lettera della legge, ogni riferimento alla compensazione dei danni subiti dal creditore in caso di inadempimento, per poi porre quello che è l'argomento più forte a sostegno di questa impostazione esegetica, ovvero l'affrancazione della penale dalla prova del danno. Si dice infatti che se la penale è dovuta senza che sia necessario provare di aver subito un danno, evidentemente non ha natura risarcitoria, ma esclusivamente afflittiva e sanzionatoria verso il debitore inadempiente. Lo stesso articolo 1384, si rileva, prevedendo la riducibilità da parte del giudice della penale con importo manifestamente eccessivo, sembra riproporre per la penale, specificandolo, un principio generale del diritto che è quello dell'equa proporzione tra illecito e sanzione. La clausola penale sarebbe quindi una pena privata.
Per altra dottrina (MAZZARESE) le due funzioni, risarcitoria e afflittivo-sanzionatoria, coesisterebbero, quindi si dovrebbe coerentemente parlare di funzione duale dell'istituto.
Infine, all'interno della teoria sanzionatoria, si segnala la posizione di illustre Autore (MARINI), secondo la quale la clausola penale avrebbe la funzione di predeterminare una autonoma sanzione civile, non riconducibile né al risarcimento, né alla pena privata.
La concezione risarcitoria risponde al principale argomento posto a fondamento della teoria sanzionatoria (ovvero, come visto, l'affrancazione della penale dalla prova del danno subito) notando come l'irrilevanza dell'esatto ammontare del danno subito sia insita nel carattere forfettario della sua preventiva liquidazione, la quale ha il fine specifico di fissare la prestazione risarcitoria prescindendo dall'entità reale del pregiudizio subito dal creditore. Né, si dice, è possibile ricavare un'obiezione dotata di forza generale da quello che è un caso particolare (ovvero, la richiesta di pagamento della penale senza che si sia prodotto alcun danno).

## Struttura, forma e divieto di cumulo
La clausola penale è un negozio giuridico con proprio oggetto e propria finalità, collegato ad un rapporto obbligatorio principale del quale rappresenta un patto accessorio. Si tratta dunque di una convenzione fra creditore e debitore, non assoggetta ad un particolare onere di forma; si ritiene altresì che il suo accedere ad un negozio per il quale la legge richiede la forma scritta non imponga l'onere di usare la stessa forma anche per la clausola penale, vista la sua funzione secondaria, non incidente sulla sorte delle obbligazioni principali. Non è ammessa, però, la prova per testimoni della clausola che accede come patto anteriore o contemporaneo ad un contratto avente forma scritta.
Il creditore che richiede il pagamento della penale esercita il diritto al risarcimento del danno: questo diritto è originariamente quantificato nel suo oggetto, perciò è un credito di valuta, che impone la corresponsione di interessi dal momento dell'inadempimento. Quando si domanda la penale non si può però esigere anche la prestazione principale e viceversa, perché il cumulo delle prestazioni è vietato dalla legge (articolo 1383), visto che la penale mira a far conseguire al creditore il ristoro dell'interesse leso dall'inadempimento, non anche un ingiustificato arricchimento. Si deve perciò concordare con la giurisprudenza, che ritiene applicabile il divieto di cumulo anche nel caso in cui il creditore accetti una prestazione difettosa. Il cumulo fra penale ed adempimento è ammesso solo se la penale è pattuita per il caso di ritardo nel medesimo. La risoluzione è invece un  rimedio che può concorrere con la richiesta di pagamento della penale.

## Riduzione della penale
La penale può essere diminuita dal giudice se l'obbligazione principale è stata adempiuta solo in parte oppure se l'ammontare è manifestamente eccessivo, avendo riguardo all'interesse che il creditore aveva all'adempimento. Il principio è posto dall'articolo 1384, il quale fonda un intervento di tipo integrativo del giudice con finalità equitativa. La finalità equitativa, quindi, impone di tenere conto, in caso di adempimento parziale, del danno subito dal creditore in dipendenza dell'inesattezza quantitativa della prestazione; nel caso di eccessivo ammontare, invece, l'equità impone di rifarsi, nell'esercizio del potere di riduzione, all'interesse che il creditore aveva all'adempimento al tempo della stipula (questa è l'impostazione dominante sul punto: per quanto, almeno per i rapporti nei quali il termine per l'adempimento è temporalmente molto lontano dal sorgere dell'obbligazione, è preferibile considerare l'interesse del creditore riferito al tempo dell'inadempimento). Il potere di riduzione della penale è una forma di controllo dell'autonomia contrattuale contro il possibile abuso che una parte può porre in essere ai danni dell'altra (MOSCATI): è pacifico, quindi, che le parti non possono pattuire l'irriducibilità della penale. Circa il fatto colposo del creditore, è stato sostenuto che non può generare una riduzione della penale, perché essa prescinde dalla quantificazione del danno (MARINI): si è però obiettato (BIANCA) che in questi casi si dovrebbe applicare analogicamente l'articolo 1227 I comma e la riduzione dell'imputabilità causale del danno al debitore in caso di concorso colposo del creditore nella verificazione dell'evento pregiudizievole. Si discute sulla esercitabilità d'ufficio del potere riduttivo del giudice: recentemente, le Sezioni Unite della Corte di Cassazione, con la sentenza 13 settembre 2005, n. 18128, hanno sostenuto proprio l'officiosità di questo potere. Si deve comunque rammentare come, per alcuni settori economici, la legge opti non per la riducibilità, ma per la nullità della penale eccessiva: sono i casi dei contratti dei consumatori (articolo 33, lettera f, del codice del consumo), dei rapporti tra imprese quando, in caso di subfornitura, la penale esorbitante è un mezzo per abusare della propria posizione dominante (articolo 9 legge 192 del 1998) e della penale usuraria.

## Effetti
La clausola penale limita il risarcimento alla prestazione promessa. Quindi, il creditore non può esigere il risarcimento del danno ulteriore, salvo patto contrario. In questo modo, oltre all'interesse (primario) del creditore alla preventiva definizione del suo risarcimento, si tutela anche l'interesse (secondario) del debitore alla certezza dell'ammontare della prestazione risarcitoria. La limitazione del danno risarcibile a quello dedotto nella penale non opera quando il debitore si è reso responsabile dell'inadempimento con dolo o colpa grave. Inoltre, quando la clausola penale prevede che a carico del debitore inadempiente l'obbligo di trasferire la titolarità di un determinato bene, non predetermina il danno subito dal creditore stesso, ma destina a sua soddisfazione un bene del debitore. Si ritiene in casi siffatti che la clausola penale sia nulla per contrasto col divieto del patto commissorio, inteso come patto che dota il creditore del diritto di fare proprio il bene costituito a garanzia dell'obbligazione quando questa non sia tempestivamente adempiuta.
La penale va poi differenziata dalla caparra confirmatoria, la quale garantisce una parte col versamento immediato di una somma di danaro e consente ad ogni parte di recedere dal contratto in caso di inadempimento dell'altra, con l'importo versato che copre il danno risarcibile indipendentemente dalla sua prova. La differenza con la penale sta nel fatto che nella caparra la predeterminazione del danno non è vincolante per il creditore, il quale può richiedere la risoluzione giudiziale ed il risarcimento del danno effettivo.
| Controllo di autorità | GND (DE) 4063285-4 |